# Always Be My Baby
Always Be My Baby ist ein am 9. März 1996 veröffentlichtes Lied der US-amerikanischen Sängerin Mariah Carey. Es ist auf ihrem fünften Album Daydream erschienen.
Geschrieben und produziert wurde das Lied von Carey, Jermaine Dupri und Manuel Seal. Das Lied wurde Careys elfter Nummer-eins-Hit in den Vereinigten Staaten, damit stellte sie damals zusammen mit Madonna und Whitney Houston den Rekord für die meisten Nummer-eins-Hits einer Künstlerin in den USA ein.

## Entstehung

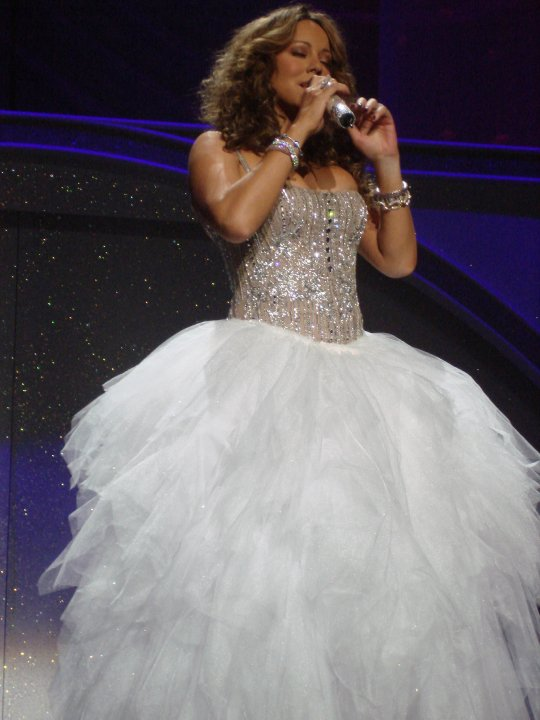
Mariah Carey singt Always Be My Baby live in Las Vegas im September 2009

Während Carey ihr Album Daydream im Frühjahr 1995 produzierte und aufnahm, war sie auf der Suche nach verschiedenen Produzenten, die ihrer Musik einen neuartigen Stil geben sollten. Jermaine Dupri, der während dieser Zeit berühmt wurde, begann mit Carey an neuem Material zu ihrem Album zu arbeiten. Nachdem das Lied im Dezember 1994 aufgenommen worden war, erklärte Carey, dass sie mit Dupri zusammenarbeiten wolle, da er „ein gutes Gespür für gute und kommerzielle Musik hat“. Zusätzlich arbeitete Carey noch mit dem Produzenten Manuel Seal zusammen, der den Hip-Hop- und den zeitgenössisch-modernen R&B-Sound des Liedes und der Platte Daydream geprägt hatte. Als Seal etwas auf dem Piano spielte, kam Carey die Melodie des Liedes in den Kopf und sie sang „always be my baby.“ In einem Interview mit Fred Bronson erklärte Carey zum Entstehungsprozess des Liedes:

„Jermaine, Manuel und ich waren zusammen und Jermaine programmierte die Drums. Ich erzählte ihm alles was ich wollte und Manuel legte seine Hände auf das Piano und ich fing an die Melodie zu singen, die mir plötzlich in den Kopf kam. Dadurch konnten wir in kurzer Zeit als Trio das ganze Lied produzieren. Ich wusste, dass Always be my baby für mich und meine Fans sehr erfolgreich werden würde.“

Stark beeinflusst wurde das Lied auch durch Careys verschiedene Gesangsregister ihres Stimmumfanges, welche als Backgroundgesang eingefügt wurden, dadurch singt und pfeift Carey die höheren Noten über den Backgroundgesang und der Melodie, wodurch ein „Doppelgesangseffekt“ erzeugt wird. Über den Doppelgesang sagte Carey:

„Der Hintergrund- und  Pfeifgesang sind ein wichtiger Bestandteil von mir. Ich liebe es so zu singen und meine Gesangstechniken und Vielfalt gekonnt einzusetzen, so kennt mich jeder und so will ich auch bleiben. Durch diese Techniken wird der Wiedererkennungswert meiner Lieder erhöht. Ich nehme erst meinen Gesang auf und dann singe ich noch mehrmals mit höheren Noten über meinen Gesang und dadurch entsteht mein Doppelgesang, viele bezeichnen so etwas als schwer, aber für mich ist es das einfachste […] Und bevor ich andere Backgroundsänger zum Singen einlade, beweise ich allen, dass ich besser bin und an der Spitze stehe.“

## Kommerzieller Erfolg

### Chartplatzierungen
Nach seiner Veröffentlichung debütierte Always Be My Baby am 6. April 1996 direkt auf Platz zwei der amerikanischen Billboard Hot 100. In der Folgewoche erreichte das Lied für vier Wochen Platz eins der amerikanischen Charts, danach verbrachte das Lied fünf weitere Wochen auf Platz zwei. Insgesamt verbrachte das Lied neun Wochen auf Platz zwei in den USA, die viertmeiste Zeit eines Liedes überhaupt. Nachdem ihr Lied in den USA zwei Wochen auf Platz eins verbracht hatte, standen alle drei Singles von Daydream zusammen über 26 Wochen auf Platz eins der amerikanischen Charts.
| ChartsChartplatzierungen       | Höchstplatzierung | Wochen |
| ------------------------------ | ----------------- | ------ |
| Deutschland (GfK)              | 76 (9 Wo.)        | 9      |
| Vereinigte Staaten (Billboard) | 1 (32 Wo.)        | 32     |
| Vereinigtes Königreich (OCC)   | 3 (15 Wo.)        | 15     |

| ChartsJahrescharts (1996)      | Platzierung |
| ------------------------------ | ----------- |
| Vereinigte Staaten (Billboard) | 5           |

### Auszeichnungen für Musikverkäufe
| Land/Region                  | Auszeichnungen für Musikverkäufe (Land/Region, Auszeichnung, Verkäufe) | Verkäufe  |
| ---------------------------- | ---------------------------------------------------------------------- | --------- |
| Australien (ARIA)            | 2× Platin                                                              | 140.000   |
| Neuseeland (RMNZ)            | 2× Platin                                                              | 60.000    |
| Vereinigte Staaten (RIAA)    | 5× Platin · + Platin (Mastertone)                                      | 6.000.000 |
| Vereinigtes Königreich (BPI) | Platin                                                                 | 600.000   |
| Insgesamt                    | 11× Platin ·                                                           | 6.790.000 |

Hauptartikel: Mariah Carey/Auszeichnungen für Musikverkäufe